# Populus koreana

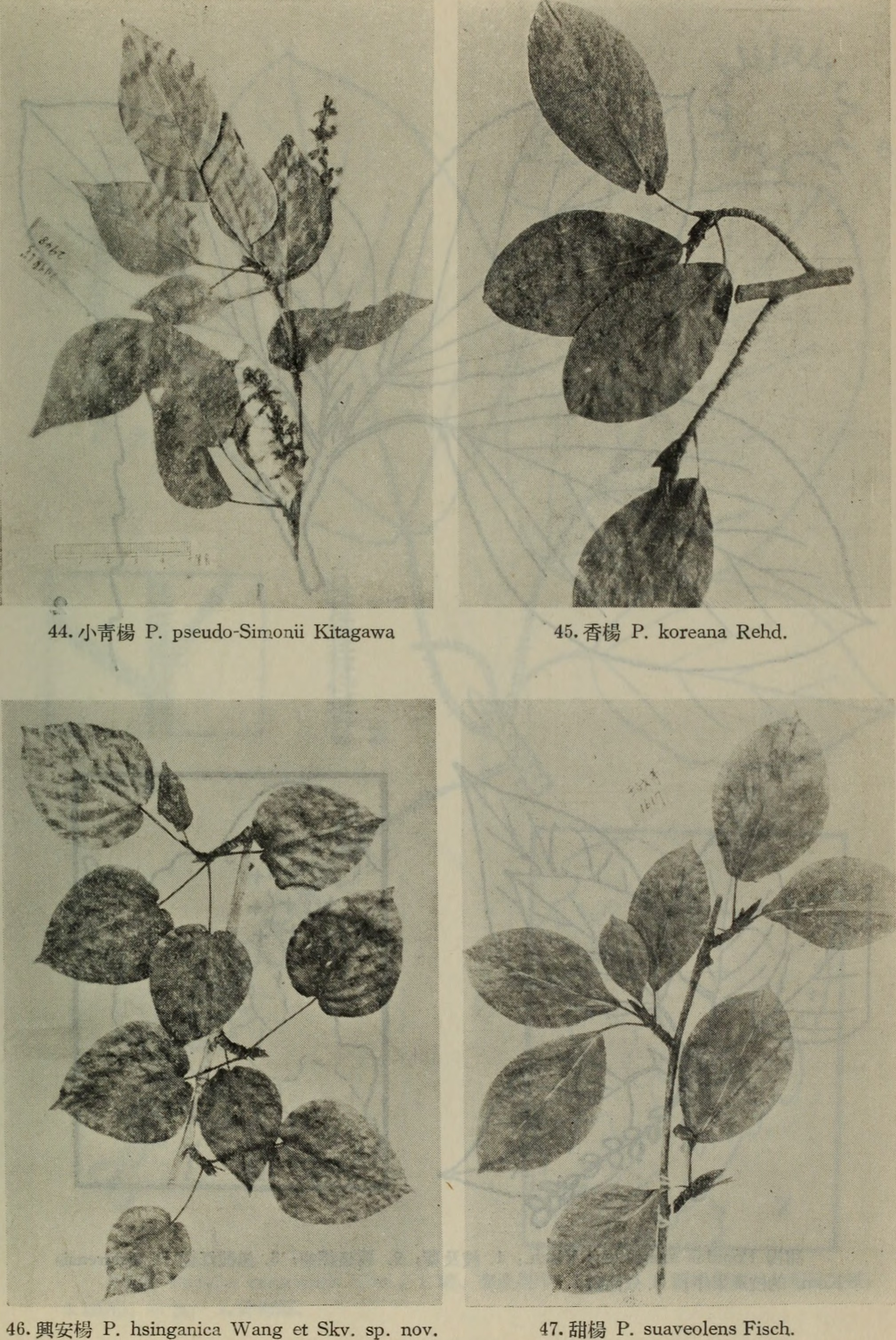
v.l.n.r. bladeren van P. pseudo-Simonii, P. koreana, P.hsinganica en P. suaveolens

Populus koreana is een soort uit de wilgenfamilie (Salicaceae). De boom maakt deel uit van de sectie Tacamahaca (balsempopulieren).
Deze loofboom groeit van nature in het noordoosten van China, Korea en het verre oosten van Rusland. Zij kan een hoogte bereiken van 20 - 30 meter. De groene grote gerimpelde bladeren zijn aan de onderzijde glanzend wit. De bladeren zijn afwisselend geplaatst en elliptisch van vorm. De boom bloeit, met katjes, van april - mei. In de zomer worden de zaden gevormd.
De stam van een jonge boom is grijsachtig groen en glad. Bij een oudere boom wordt deze grauw grijs en diep gegroefd. Het hout wordt gebruikt voor houtpulp, de bouw, multiplex en luciferhout. 
De bomen geven de voorkeur aan een zonnige standplaats op vochtige tot natte grond. Het substraat moet leemachtig, zandig-leemachtig, korrelig-leemachtig, klei, zandige klei of leemachtige kleigrond zijn. P. koreana verdraagt temperaturen tot -23 °C.